# Kumblinska tryckeriet
Kumblinska tryckeriet grundades 1772 och drevs fram till 1805. Det grundades av Lars Kumblin i Stockholm. Kumblin ansökte om privilegium om boktryckeri 1771 sedan han fått en fjärdedel av Grefingska tryckeriet till skänks av Peter Momma. Privilegiet för verksamheten fick Kumblin 1773, ett år sedan han grundat verksamheten. Kumblin dog 1775 och verksamheten övertogs av hans änka Sara.
Sara Kumblin gifte om sig med kontrollören C. G. Cronland, som hon sedan blev änka efter 1802. Under den perioden arrenderades tryckeriet ut till ett flertal personer. Under slutet av 1700-talet drevs tryckeriet av en släkting till Kumblin, Johan Dahl, då han under en kort period tryckte under namnet ”Tryckt hos Bokhandlaren Johan Dahl 1796”. Mellan 1796 och 1799 drevs tryckeriet av C. Deléen. Därefter övertog Gustaf Abraham Silfverstolpe driften. År 1800 belades Silfverstolpes boktryckeriprivilegium med censur. Silfverstolpe drev Kumblinska tryckeriet fram till 1802. Därefter övertogs tryckeriet av Olof Lindberg. 1803 till 1805 ansvarade Jonas Lötström för tryckeriet. Tryckeriet anklagades för dålig skötsel och kom att besiktigas av Boktryckerisocieteten. Besiktningen, som bland annat utfördes av den tidigare arrendatorn Deléen, kunde påvisa att verktygen, däribland pressen och stilarna, var av dålig kvalité. Sara Cronland, tillsammans med hennes son, erbjöd, via Boktryckerisocieteten, tryckeriet till försäljning till Elsa Fougt (Peter Mommas dotter). I köpvillkoren ingick privilegiet för boktryckeri, vilket fick till följd att försäljning inte godkändes. Privilegier var vid tiden inte säljbara. Tryckeriet upphörde och skingrades åt flera håll.

## Källa
- Klemming, G.E. & Nordin, J.G. (1883). Svensk boktryckeri-historia 1483-1883: med inledande allmän öfversigt. Stockholm: Norstedt. ss. 245, 407
- Fulltext: http://www.archive.org/stream/svenskboktrycke00nordgoog/svenskboktrycke00nordgoog_djvu.txt